# Herman Schell

Hermann Schell

Jakob Herman Schell – oft auch Hermann – (* 28. Februar 1850 in Freiburg im Breisgau; † 31. Mai 1906 in Würzburg) war ein deutscher römisch-katholischer Theologe und Philosoph sowie Universitätsprediger und Rektor der Universität Würzburg.

## Leben

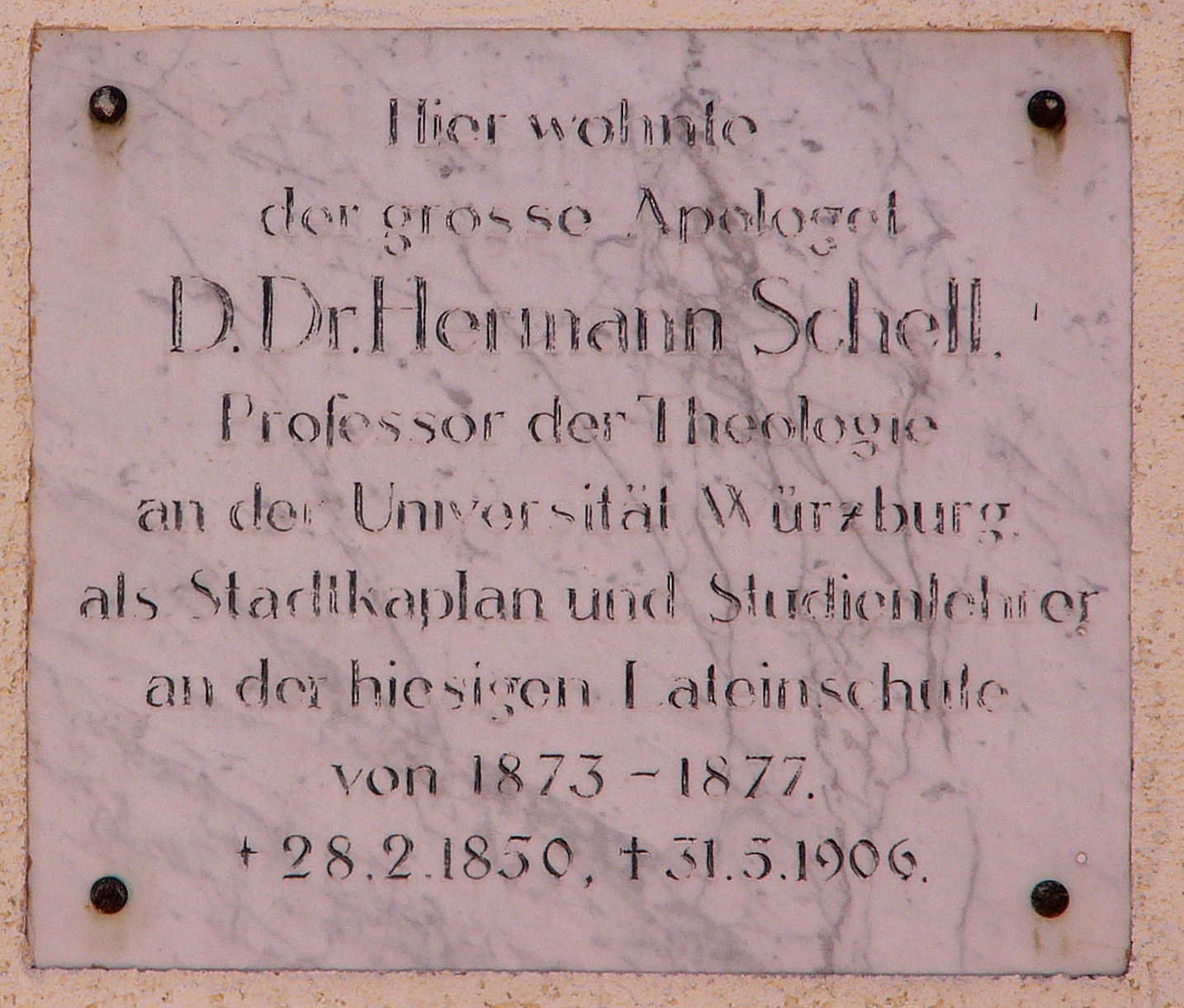
Tafel am Haus Pfarrgasse 6 in Amorbach

Nach dem Besuch des Großherzoglichen Lyzeums in Freiburg trat er 1868 in das dortige Theologenkonvikt ein und studierte an der Albert-Ludwigs-Universität Freiburg Philosophie und Katholische Theologie, unter anderem beim neuscholastischen Dogmatiker Konstantin von Schaezler und beim christlichen Spätidealisten Jakob Sengler. Nachdem er 1870 aus disziplinarischen Gründen aus dem Konvikt entlassen worden war, wechselte Schell an die Julius-Maximilians-Universität Würzburg. Dort arbeitete er bei Franz Brentano (der 1879 aus der katholischen Kirche austrat) an seiner philosophischen Dissertation über Die Einheit des Seelenlebens aus den Principien der Aristotelischen Philosophie entwickelt, die er 1872 bei Jakob Sengler in Freiburg einreichte und 1873 veröffentlichte.
Schell war seit seiner Studentenzeit in Würzburg bis zu seinem Tode Mitglied des KStV Walhalla Würzburg im KV und engagierte sich auch noch später im KV. Er wurde Ehrenmitglied weiterer Katholischer Studentenverbindungen in Würzburg, darunter dem W.K.St.V. Unitas-Hetania Würzburg (1886), die KDStV Cheruscia Würzburg (1898), die KDStV Gothia Würzburg (1901) und die KDStV Thuringia Würzburg (1904), alle im CV. Für die KDStV Thuringia Würzburg stiftete er in der Gründungsphase der Korporation deren Wahlspruch „Vorwärts und Aufwärts“.
Nach seiner Priesterweihe am 17. August 1873 durch den Würzburger Bischof Johann Valentin von Reißmann war er zunächst sechs Jahre lang Kaplan und Religionslehrer in Amorbach und Obertheres. 1879 setzte er sein theologisches Studium in Rom fort. 1881 zurückgekehrt, arbeitete er in der Seelsorge in Margetshöchheim, Dimbach und Marktheidenfeld, während er gleichzeitig seine theologische Dissertation fertigstellte mit dem Titel Das Wirken des dreieinigen Gottes. Die Arbeit wurde im November 1883 von der Eberhard Karls Universität Tübingen als Doktorarbeit angenommen und 1885 publiziert. Bereits zum Wintersemester 1884/85 wurde er in Würzburg als Extraordinarius für Apologetik, Christliche Kunstgeschichte und Archäologie berufen. 1888 wurde er dort schließlich Ordinarius für Apologetik und Christliche Archäologie. 1890 übernahm er zudem die Vertretung der Dogmatikprofessur und ab 1894 kamen die vergleichende Religionswissenschaft und die Christliche Kunstgeschichte hinzu.
Ab 1892 betätigte er sich zudem als Universitätsprediger, dessen sonntägliche Reden, wie er auch selbst 1899 schrieb, starken Zulauf hatten.
Zwischen 1889 und 1893 legte er seine dreibändige Katholische Dogmatik vor. Eine ordentliche Berufung auf den Dogmatiklehrstuhl scheiterte aber an einer Intervention des Bischofs. 1895/96 veröffentlichte er die ersten beiden Bände seiner Gesamtapologetik unter dem Titel Die göttliche Wahrheit des Christentums. 1896/97 war er Rektor der Universität Würzburg. Unter seinem Rektorat wurde am 28. Oktober 1896 die Neue Universität am Sanderring eingeweiht und von ihm unter das am Haupteingang des Gebäudes verewigte Motto Veritati gestellt. Im Jahr 1897 veröffentlichte er seine Reformschrift Der Katholicismus als Princip des Fortschritts, worin er eine zu geringe Beachtung der eigenständigen und eigenverantwortlichen Glaubenspersönlichkeit beklagt und für mehr Freiheit und Vielfalt in der Kirche sowie für einen offenen Dialog plädiert, und im Jahr 1898 seine Reformschrift Die neue Zeit und der alte Glaube, in der er nochmals seine Positionen verteidigte. Beide Reformschriften machten ihn international bekannt und brachten ihm, bewirkt durch seine ultrakonservativen Gegner (wie dem Dompfarrer Karl Braun), aber in Rom eine Indizierung seiner Werke ein. Die Bekanntgabe des Indexdekretes am 24. Februar 1899 löste in Würzburg Entrüstung aus. Schell war von dem Dekret persönlich sehr betroffen, er unterwarf sich dieser Entscheidung und blieb trotz weiterer Anfeindungen durch seine Gegner seiner Kirche treu. Zwischen 1901 und 1905 veröffentlichte er Religion und Offenbarung, Jahwe und Christus und Christus. Das Evangelium und seine weltgeschichtliche Bedeutung. Diese Werke blieben unbeanstandet.
Von neuscholastischen Theologen wurde ihm allerdings weiterhin Monismus, Rationalismus und Protestantismus vorgeworfen. Diese Auseinandersetzungen belasteten Schell, trotz des Rückhaltes durch den Würzburger Bischof Ferdinand von Schlör, auch gesundheitlich sehr. Am 31. Mai 1906 starb er mit erst 56 Jahren an einem Herzversagen. Am Pfingstsonntag wurde er, wie der später ebenfalls indizierte Sebastian Merkle 1933 im Würzburger General-Anzeiger berichtete, unter Teilnahme Vieler zu Grabe getragen. Die akademische Totenfeier wurde am 11. Juni 1906 in der Würzburger Universitätskirche gehalten. Das seinerzeit von konservativen kirchlichen Kreisen als Provokation betrachtete Grabdenkmal für ihn wurde am 18. Juli 1908 enthüllt. Schells Nachfolger in Würzburg wurde Philipp Kneib.
Die indizierten Thesen Schells sind inzwischen durch das Zweite Vatikanische Konzil weitgehend anerkannt worden.

## Herman-Schell-Institut
Das Herman-Schell-Institut wurde 1971 an der Universität Würzburg als wissenschaftliche Einrichtung zur Erforschung des philosophischen und theologischen Werkes Herman Schells gegründet. Bislang wurde die Arbeit des Instituts vor allem von den Forschungen von Josef Hasenfuß, Paul-Werner Scheele und Eugen Biser geprägt.

## Publikationen (Auswahl)
Eine vollständige Auflistung findet sich auf der Webseite des Shell-Institut der Julius-Maximilians-Universität Würzburg (Lehrstuhl für Dogmatik).

### Originalausgaben
- Die Einheit des Seelenlebens aus den Principien der Aristotelischen Philosophie entwickelt (Diss. phil.), Freiburg im Breisgau 1873
- Das Wirken des dreieinigen Gottes (Diss. theol.), Mainz 1885
- Katholische Dogmatik
  - Band 1: Von den Quellen der christlichen Offenbarung. Von Gottes Dasein und Wesen. Schöningh, Paderborn 1889
  - Band 2: Die Theologie des dreieinigen Gottes. Die Kosmologie der Offenbarung. Schöningh, Paderborn 1891
  - Band 3: Menschwerdung und Erlösung. Heiligung und Vollendung. Schöningh, Paderborn 1893
- Die göttliche Wahrheit des Christentums
  - Band 1: Gott und Geist. Erster Teil: Grundfragen. Schöningh, Paderborn 1895
  - Band 2: Gott und Geist. Zweiter Teil: Beweisführung. Schöningh, Paderborn 1896
- Der Katholicismus als Princip des Fortschritts. Göbel, Würzburg 1897
- Das Problem des Geistes mit besonderer Würdigung des dreieinigen Gottesbegriffes und der biblischen Schöpfungsidee. Akademische Festrede zur Feier des dreihundert und fünfzehnten Stiftungstages […]. Stürtz, Würzburg 1897; 2. Auflage Göbel, Würzburg 1898.
- Die neue Zeit und der alte Glaube. Eine culturgeschichtliche Studie. Göbel, Würzburg 1898
- Apologie des Christentums:
  - Band 1: Religion und Offenbarung. Schöningh, Paderborn 1902
  - Band 2: Jahwe und Christus. Schöningh, Paderborn 1905
- Christus. Das Evangelium und seine weltgeschichtliche Bedeutung. Kirchheim, Mainz 1903

### Neuere Ausgaben
- Katholische Dogmatik. Kritische Ausgabe, herausgegeben, eingeleitet und kommentiert von Josef Hasenfuß (Band 3 von Heinrich Petri) und Paul-Werner Scheele. Schöningh, München/Paderborn/Wien 1968–1994.
- Apologie des Christentums (Nachdruck in einem Band von Paderborn 1902–1905). Minerva, Frankfurt 1967, ISBN 3-86598-356-1.
- Das Wirken des dreieinigen Gottes (Nachdruck von Mainz 1885). Minerva, Frankfurt 1968, ISBN 3-86598-371-5
- Die göttliche Wahrheit des Christentums. Gott und Geist (Nachdruck in einem Band von Paderborn 1895–1896). Minerva, Frankfurt 1968, ISBN 3-86598-171-2.
- Herman Schell, die neue Zeit und der alte Glaube. Vier theologische Programmschriften (hrsg. von Thomas Franz). Echter, Würzburg 2006, ISBN 3-429-02847-7.
- Die kulturelle Bedeutung der Weltreligionen. Fünf religionswissenschaftliche Schriften (hrsg. von Thomas Franz). Echter, Würzburg 2007, ISBN 3-429-02849-3.